# Edward Howard
Edward Howard, KG (1476/1477 - 25 de abril de 1513), hijo de Thomas Howard, Conde de Surrey (más tarde duque de Norfolk) y Elizabeth Tilney, y hermano menor de Thomas Howard, III duque de Norfolk, fue un militar inglés. Fue el primer miembro de la familia Howard en ganar fama como gran almirante, comenzando su carrera naval a muy corta edad (participó en su primera batalla naval durante su adolescencia). Estaba al mando durante la Batalla de St. Mathieu, que es considerada como la primera batalla naval en la que participaron barcos con cañones desplegados en portas. Murió poco después, durante un asalto a buques franceses.

## Primeros años
El padre de Howard había sido desposeído de sus títulos tras la batalla de Bosworth, pero el condado de Surrey le fue devuelto en 1489. Howard comenzó su carrera militar a la edad de 15 años, a las órdenes de Sir Edward Poynings en el ataque a Sluis. En 1497 Surrey fue a Escocia tras recibir órdenes, y sus hijos varones lo acompañaron. No se produjo ningún enfrentamiento, pero consiguió el nombramiento de ambos como caballeros en el castillo de Ayton en septiembre de 1502. En 1503 Surrey y toda la familia Howard escoltaron a Margarita Tudor en su matrimonio en Escocia.
En 1506 los hermanos Howard, Edward y Thomas, y algunos otros hombres fueron perdonados por una entrada ilegal en terrenos de John Grey, Vizconde Lisle.
Tras la muerte de Enrique VII el 21 de abril de 1509, Edward portó la bandera del rey en la procesión del funeral. Posteriormente, participó en el torneo celebrado para conmemorar la coronación de Enrique VIII, junto a sus hermanos Thomas y Edmund y a otros hombres entre los que se encontraban un cuñado de los Howard, Sir Thomas Knyvett, y Charles Brandon. Howard fue nombrado portador de la bandera real el 20 de mayo de 1509, lo que sugiere que pudo haber sido un estrecho colaborador del futuro rey, aunque no existe evidencia directa de ello.

## Carrera naval
En el verano de 1511, Howard pagó 600 libras para equipar buques. Se dice que en esa época el y su hermano Thomas derrotaron al aventurero escocés Andrew Barton, y capturaron sus barcos. Barton era uno de los capitanes navales favoritos de Jaime IV, rey de Escocia, quien, navegando con patente de corso escocesa contra Portugal, capturó varios navíos ingleses con el pretexto de que transportaban mercancías portuguesas. No existen evidencias de la época de que esta acción existió realmente, pero dos barcos escoceses, Lion y Jennet of Purwyn, fueron capturados en esas fechas.
Cuando Inglaterra entró en la Guerra de la Liga de Cambrai, Howard fue nombrado Almirante. Bajo su mandato, la flota inglesa adquirió superioridad naval en el canal de la Mancha, capturando barcos de diversas nacionalidades bajo el pretexto de que transportaban mercancías francesas. En esas fechas Howard escoltó a un ejército inglés camino de Guyenne (actual Aquitania). Durante el regreso, la flota inglesa asoló Bretaña, incendiando Le Conquet y Crozon.
Durante junio y julio de 1512, Howard declaró haber capturado más de sesenta barcos. Tras una puesta a punto, Howard se enfrentó a la flota que estaba siendo construida lentamente por los franceses, en lo que puede haber sido la primera batalla entre barcos que usaban cañones apuntados a través de portas, la batalla de St. Mathieu, el 10 de agosto de 1512. La batalla no fue decisiva, pero Howard consiguió dirigir la flota francesa hacia Brest, lo que le permitió continuar sus operaciones. Durante la batalla, Sir Thomas knyvett resultó muerto. Como resultado, Enrique VIII otorgó a Howard una anualidad de 100 marcos y lo nombró (Lord High Admiral).
La primavera siguiente, Howard partió del Támesis el 19 de marzo, alcanzando Plymouth el 5 de abril. A pesar de los problemas de aprovisionamiento, partió el 10 de abril sin esperar a los barcos de suministro. El 12 de abril de 1513, howard descubrió a la flota francesa fuera de Brest, adonde se había retirado. Sin conocimientos precisos sobre la costa local, Howard no pudo atacar a los franceses, y sin suministros no pudo bloquearlos. Además, durante el invierno el rey francés había enviado seis galeras bajo las órdenes de Prégent de Bidoux desde el Mediterráneo. Cuando Howard bloqueó Brest, se encontraban en Saint-Malo, y el 22 de abril alcanzaron Brest. Howard estaba convencido de que podía enfrentarse a las galeras (contra las que los ingleses o tenían experiencia de combate) empleando barcos pequeños; de hecho, tras su llegada Bidoux hundió un barco inglés y causó graves daños a otro.
Las galeras francesas se retiraron a una bahía cerca de Le Conquet. Fortificaron la 
entrada de la bahía, y desde allí pudieron enfrentarse indefinidamente a la flota inglesa. 
Howard intentó desembarcar tropas para atacar a las galeras desde tierra, pero se lo impidió 
una finta de la flota francesa. Consciente de que un regreso a Inglaterra derrotado o con 
las manos vacías le haría perder el favor del rey, Howard decidió atacar por mar. Durante la 
batalla del 25 de abril, Howard fue arrojado por los franceses por encima de la borda y, 
debido al peso de su armadura, se ahogó. Tenía 35 años. los franceses 
recuperaron 
su cadáver tres días después y enviaron su armadura a la princesa francesa, Claude, y el emblema de su rango, el silbato de plata, a la reina inglesa, Anne. Bidoux tuvo su cuerpo embalsamado, pero se desconoce dónde fue enterrado, aunque su esposa aportó una tumba para él en Bretaña en su testamento de 1518.
Howard había sido elegido caballero de la Orden de la Jarretera en 1513, pero murió antes de tomar posesión del título.
La flota inglesa, desmoralizada tras la derrota de Howard, escasa de suministros y padeciendo enfermedades, abandonó el bloqueo, y de regreso a casa alcanzó Plymouth, donde Sir Thomas Howard tomó el mando. Los franceses no consiguieron sacar provecho de la muerte de Howard, y tras las campañas exitosas de los ingleses en Picardía y Escocia, se acordó una tregua en marzo de 1514.

## Matrimonios y descendencia
Howard se casó dos veces, pero murió sin herederos. Su primera mujer era Elizabeth Stapleton, y murió en 1504 o 1505. Se casó entonces con Alice, hija y heredera de William Lovel, Lord Morley, en algún momento de 1505. Le escribió durante sus campañas, pero en su testamento aceptó a dos hijos ilegítimos sin nombre, dejando uno al cuidado del rey y legándole un barco, y el otro a cargo de Charles Brandon y dejándole 100 marcos. 
Como hijo más joven de un padre todavía vivo, solo ostentó el cargo de señor de Morley, que legó a su hijastro, Henry Parker.

## Sucesión
| Predecesor: John de Vere | Lord High Admiral 1513 | Sucesor: Thomas Howard |

- Datos: Q1789034